# Teratocranum beckeri
Teratocranum beckeri är en tvåvingeart som beskrevs av Kertesz 1899. Teratocranum beckeri ingår i släktet Teratocranum och familjen lövflugor. Inga underarter finns listade i Catalogue of Life.